# Rogers & Hanford Company
Rogers & Hanford Company war ein US-amerikanischer Hersteller von Automobilen.

## Unternehmensgeschichte
Frank Rogers und George Hanford wohnten in Cleveland in Ohio. Dort stellten sie 1899 ihr erstes Fahrzeug her. Anschließend gründeten sie das Unternehmen. Die Markteinführung ihrer Fahrzeuge war allerdings erst 1901. Der Markenname lautete Rogers & Hanford. 1902 endete die Produktion. Insgesamt entstanden nur wenige Fahrzeuge.

## Fahrzeuge
Die Wagen hatten einen Umlaufmotor mit vier Zylindern. Laut einer Quelle waren sie die ersten Fahrzeuge überhaupt mit einem Vierzylinder-Rotationsmotor. Die Motorleistung wurde über eine Kette an die Hinterachse übertragen. Zur Wahl standen ein kleiner Runabout mit etwa 318 kg Leergewicht und ein viersitziger Surrey mit etwa 635 kg Leergewicht.